# دينيسي إدواردز
دينيسي إدواردز (بالإنجليزية: Dean Edwards)‏ (و. 1970 – م) هو ممثل، ومغني، وممثل أفلام، وممثل تلفزيوني، من الولايات المتحدة الأمريكية، ولد في مدينة نيويورك.

## الخدمة العسكرية
خدم في القوات البرية للولايات المتحدة.

## وصلات خارجية
- دينيسي إدواردز على موقع IMDb (الإنجليزية)
- دينيسي إدواردز على موقع ألو سيني (الفرنسية)
- دينيسي إدواردز على موقع ميوزك برينز (الإنجليزية)
- دينيسي إدواردز على موقع تيرنر كلاسيك موفيز (الإنجليزية)
- دينيسي إدواردز على موقع أول موفي (الإنجليزية)
- دينيسي إدواردز على موقع قاعدة بيانات الفيلم (الإنجليزية)
- دينيسي إدواردز على موقع كينوبويسك (الروسية)